# Cantó de Reichshoffen
El cantó de Reichshoffen és un cantó francès del departament del Baix Rin, situat al districte de Haguenau-Wissembourg. Creat amb la reorganització cantonal del 2015.

## Municipis
- Biblisheim
- Bitschhoffen
- Dambach
- Dieffenbach-lès-Wœrth
- Durrenbach
- Engwiller
- Eschbach
- Forstheim
- Frœschwiller
- Gœrsdorf
- Gumbrechtshoffen
- Gundershoffen
- Gunstett
- Hegeney
- Kindwiller
- Kutzenhausen
- Lampertsloch
- Langensoultzbach
- Laubach
- Lembach
- Lobsann
- Merkwiller-Pechelbronn
- Mertzwiller
- Mietesheim
- Morsbronn-les-Bains
- Niederbronn-les-Bains
- Niedermodern
- Niedersteinbach
- Oberbronn
- Oberdorf-Spachbach
- Obersteinbach
- Offwiller
- Preuschdorf
- Reichshoffen
- Rothbach
- Uhrwiller
- Uttenhoffen
- Val de Moder
- Walbourg
- Windstein
- Wingen
- Wœrth
- Zinswiller